# Bo Burnham
Robert Pickering "Bo" Burnham (Hamilton, 21 augustus 1990) is een Amerikaans cabaretier, komiek, muzikant, schrijver en acteur. Burnham brak op 16-jarige leeftijd door als een van de eerste YouTube-sterren, maar heeft zich sindsdien gericht op het traditionele cabaretcircuit. Zijn cabaretvoorstellingen zijn een combinatie van stand-upcomedy, muziek, theater, rap, dans en mime, waarbij het publiek geregeld op het verkeerde been wordt gezet.

## Biografie
Burnham groeide op in de omgeving van Boston. Al op driejarige leeftijd hield hij "Bo-shows" voor zijn familie en op de middelbare school richtte hij zich op theater en muziek. Op zestienjarige leeftijd plaatste hij zijn eerste filmpje op YouTube, waarin hij op zijn slaapkamer zijn komische lied My whole family thinks I'm gay vertolkte. Hoewel het filmpje slechts bedoeld was ter vermaak van zijn uitwonende broer ging zijn optreden viraal nadat het werd opgepikt door de website Break.com. Ook zijn overige liedjes over liefde, tienerlust en politieke incorrectheid werden goed bekeken, en in 2008 tekende hij een contract met Comedy Central voor vier albums. Dat jaar verscheen zijn eerste EP, Bo Fo Sho, gevolgd door het album Bo Burnham in 2009. Dit album ging gepaard met een dvd van zijn eerste televisieoptreden voor Comedy Central.
In 2009 speelde hij een kleine rol in de film Funny People. In 2010 voerde hij zijn eerste cabaretvoorstelling genaamd Words Words Words op bij Edinburgh Fringe en werd aldaar bekroond met de panelprijs van de Edinburgh Comedy Awards. In 2012 debuteerde zijn tweede voorstelling, what. Na afloop van de tournee werd de filmopname van de voorstelling gratis beschikbaar gesteld op YouTube. In 2013 speelde hij de hoofdrol in zijn eigen televisieserie op MTV, Zach Stone is gonna be famous. De serie was geen succes en werd na één seizoen uit de lucht gehaald. Hetzelfde jaar verscheen zijn eerste komische poëzieboek, Egghead: or, you can't survive on ideas alone.
In 2016 verscheen zijn derde voorstelling, Make happy, waarin de relatie van een cabaretier met het publiek wordt behandeld. Na de tournee verscheen de filmopname van de voorstelling op Netflix en gaf Burnham aan voor een tijdje te willen stoppen met cabaret en zich te gaan richten op zijn schrijfwerk.
In 2021 kwam hij terug en verscheen zijn vierde voorstelling, Inside, deze is ook beschikbaar op Netflix.

## Discografie
| Jaar | Titel             | Type        | Label                  |
| ---- | ----------------- | ----------- | ---------------------- |
| 2008 | Bo Fo Sho         | ep          | Comedy Central Records |
| 2009 | Bo Burnham        | studioalbum | Comedy Central Records |
| 2010 | Words Words Words | studioalbum | Comedy Central Records |
| 2013 | what.             | studioalbum | Comedy Central Records |
| 2021 | Inside            | film        | Netflix                |

| Jaar | Titel                 | Album             |
| ---- | --------------------- | ----------------- |
| 2010 | "Words, Words, Words" | Words Words Words |
| 2010 | "Oh Bo"               | Words Words Words |
| 2013 | "Nerds"               | geen              |

## Filmografie
- Comedy Central Presents (2009) – zichzelf
- American Virgin (2009) – Rudy
- Funny People (2009) – lid van Yo Teach!
- Bo Burnham: Words, Words, Words (2010) – zichzelf
- Hall Pass (2011) – barman
- The Green Room with Paul Provenza (2011) – zichzelf
- Adventures in the Sin Bin (2012) – Tony
- Zach Stone Is Gonna Be Famous (2013) – Zach Stone
- Parks and Recreation (2014) – Chipp McCapp
- Key and Peele (2015) aflevering: "A Cappella Club" – Lyle
- Kroll Show (2015), twee afleveringen – Britse deelnemer
- We Bare Bears (2015), aflevering: "Nom Nom's Entourage" – Andrew Bangs
- The Big Sick (2017)
- Eighth Grade (scenario, regie, 2018)
- Promising Young Woman (2020) - Dr. Ryan Cooper
- Bo Burnham: Inside (2021) - zichzelf

- Biblioteca Nacional de España: XX6237483
- Bibliothèque nationale de France: cb17973513k (data)
- Gemeinsame Normdatei: 1169692273
- International Standard Name Identifier: 0000 0001 1165 3830
- Library of Congress Control Number: no2011008618
- MusicBrainz: 889db25c-d1df-457a-b0d1-c405f34a01f3
- Nationale Bibliotheek van Tsjechië: xx0282319
- Nederlandse Thesaurus van Auteursnamen: 427810388
- Système universitaire de documentation: 257497781
- Virtual International Authority File: 162392861
- WorldCat: E39PBJpjcRHmj74VYCFgDxCvpP